# II-97
Die II-97 (bulgarisch Републикански път ІІ-97 Republikanski pat II-97, „Republikstraße II-81“) ist eine Hauptstraße (zweiter Ordnung) in Bulgarien.

## Verlauf
Die Straße umgibt als Ringstraße die Stadt Dobritsch (bulgarisch Добрич) in der Süddobrudscha. Sie verläuft großenteils auf Abschnitten der Straßen II-27, II-29 und II-71 und nur als Nordtangente der Stadt mit einer eigenständigen Trasse. Die Nummerierung ist insofern regelwidrig, als die II-97 nicht mit der übergeordneten Straße I-9 in Verbindung steht.